# (24104) Vinissac
(24104) Vinissac (1999 VZ9) – planetoida z grupy pasa głównego asteroid okrążająca Słońce w ciągu 3 lat i 157 dni w średniej odległości 2,27 j.a. Została odkryta 9 listopada 1999 roku. Przed nadaniem nazwy planetoida nosiła oznaczenie tymczasowe (24104) 1999 VZ9.